# Масляки
Масляки (пол. Maślaki) — село в Польщі, у гміні Вільчин Конінського повіту Великопольського воєводства.
Населення — 987 осіб (2011).
У 1975-1998 роках село належало до Конінського воєводства.

## Демографія
Демографічна структура станом на 31 березня 2011 року:
|          | Загалом | Допрацездатний вік | Працездатний вік | Постпрацездатний вік |
| -------- | ------- | ------------------ | ---------------- | -------------------- |
| Чоловіки | 470     | 99                 | 324              | 47                   |
| Жінки    | 517     | 128                | 283              | 106                  |
| Разом    | 987     | 227                | 607              | 153                  |